# اکتینومیکوز
اکتینومیکوز (Actinomycosis) یا پرتوقارچ‌زدگی، نوعی بیماری است ناشی از عفونت با اکتینومایسیس‌ها. اکتینومایسیس‌ها (باکتری گرم مثبت بی هوازی) هستند.

## بیماری‌زایی
اکتینومایسیسها به ندرت در انسان بیماریزایند ولی در گاوها بیشتر موجب عفونت می‌شوند.در انسان گونه‌هایی مانند اکتینومایسیس اسرائیلی و اکتینومایسس گرنسری (Gerencseriae) می‌توانند آبسه‌های دردناک در دهان، ریه، دستگاه گوارش یا لگن ایجاد کنند. آبسه‌ها به تدریج رشد نموده و گاه به بافتهای اطراف مانند استخوان، عضله و پوست نفوذ می‌کنند. اگر آبسه به فضای بازی سرباز کند چرک و ترشحات ازآن خارج می‌شود، این ترشحات روشن بوده حاوی دانه‌هایی شبیه گرانول‌های سولفور هستند.
بهداشت پایین دهان و رادیوتراپی در آبسه‌های دهانی اغلب زمینه ساز بیماری هستند و سابقه استفاده طولانی مدت از IUD در آبسه‌های شکمی - لگنی اغلب وجود دارد.
در بیمارانی که با درد شکمی‌لگنی، توده لگنی و چسبندگی، تب و لرز، به خصوص سابقه IUD مراجعه می‌کنند، می‌بایست اکتینومیکوز را در نظر داشت و با استفاده از کشت ترشحات، پاپ اسمیر، سونوگرافی و سی تی اسکن تشخیص قبل از جراحی را تقویت نمود تا از جراحی غیرضروری پرهیز شود. اکتینومایکوز شکمی شبیه تومور بدخیم تظاهر نموده و ممکن است به دنبال سوراخ شدن مزمن دستگاه گوارش از جمله آپاندیس بروز نماید. آپاندیس شایعترین عضویست که به این عارضه مبتلا می‌شود. تشخیص اکتینومیکوز شکمی بدون عمل جراحی مشکل است و تظاهرات معمول آن عبارت از آبسه‌ها و مجاری پایدار ترشحی است.

## درمان
درمان این بیماران شامل تجویز طولانی مدت آنتی بیوتیک خوراکی (مانند پنی سیلین و داکسی سیکلین) و در مواردی انجام عمل جراحی از جمله برش و تخلیه آبسه‌ها و برداشتن مجاری پایدار ترشحی می‌باشد.

## نگارخانه

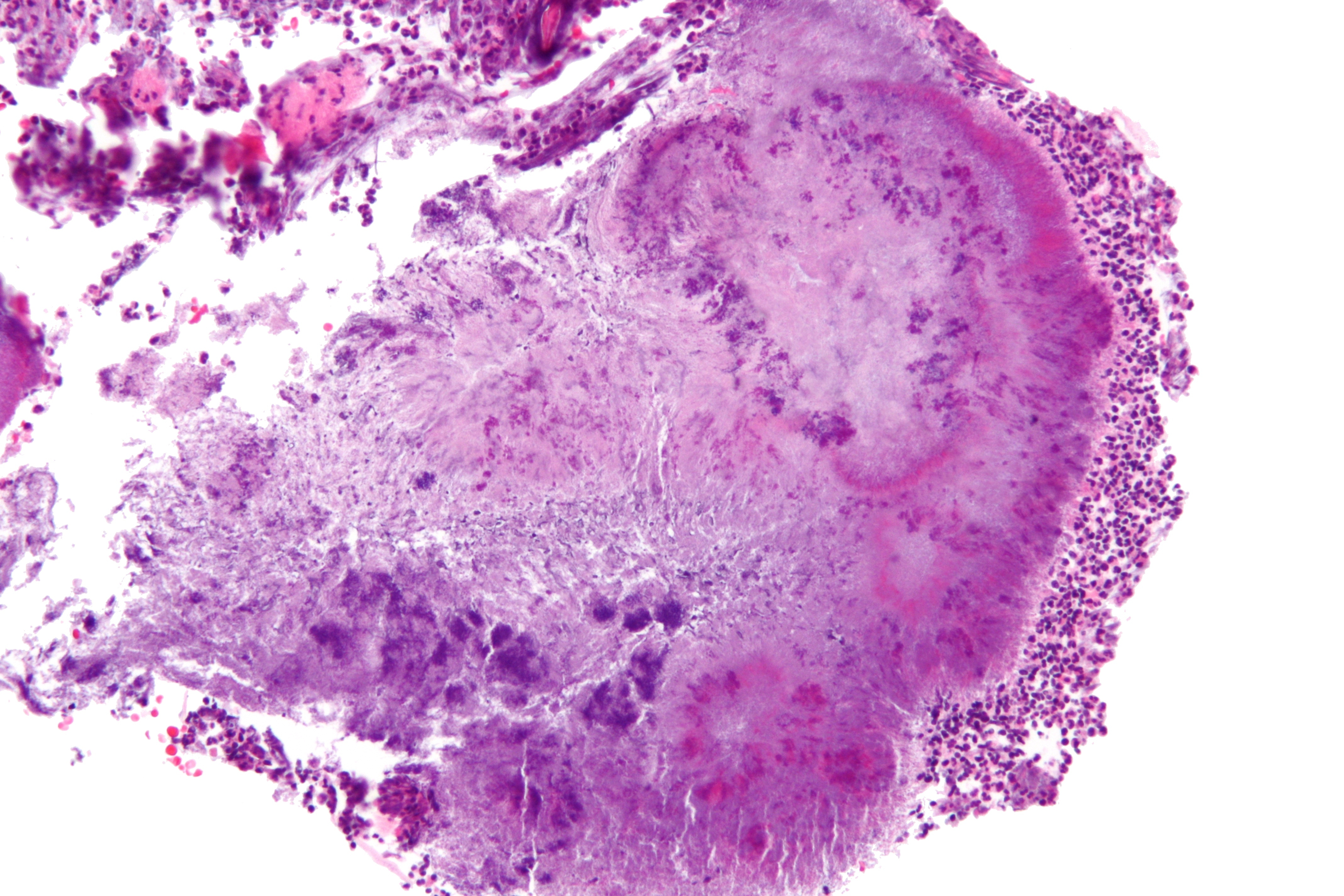
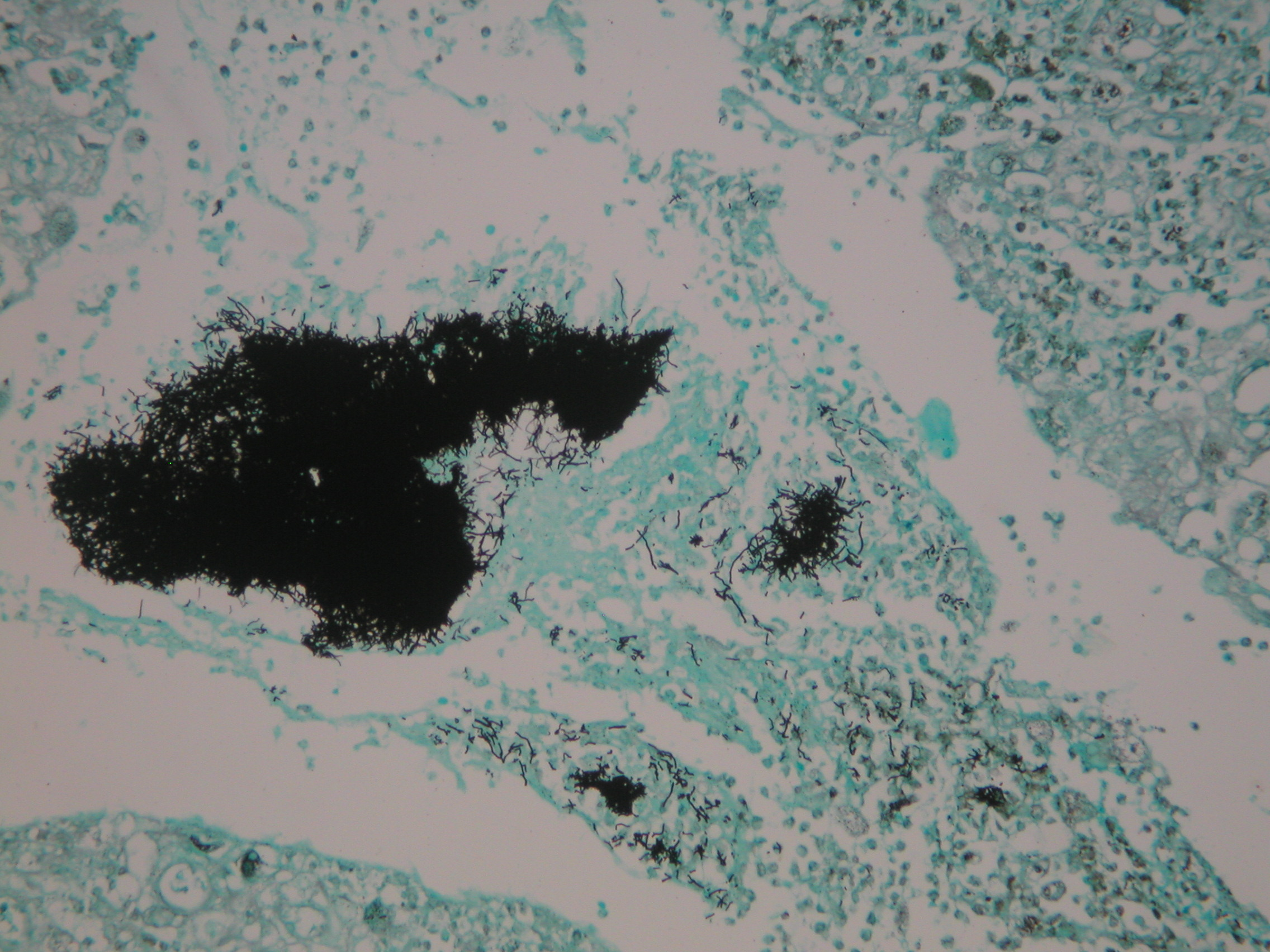
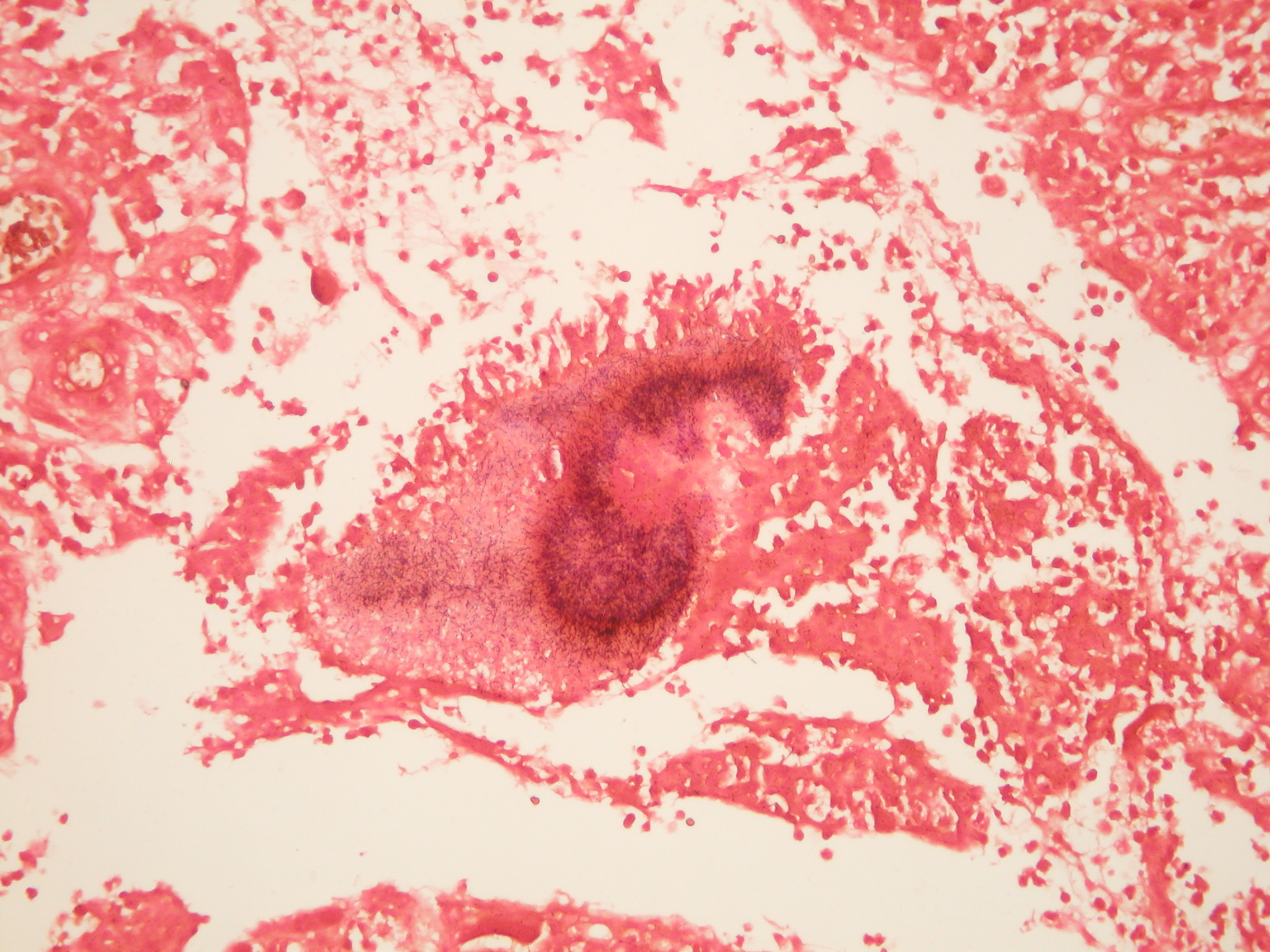